# Сон Ігор Сергійович
Ігор Сергійович Сон (нар. 16 листопада 1998) — казахський важкоатлет, бронзовий призер Олімпійських ігор 2020 року.

## Результати
| Рік              | Місце               | Вага             | Ривок            | Ривок            | Ривок            | Ривок            | Поштовх          | Поштовх          | Поштовх          | Поштовх          | Загалом          | Місце            |
| Рік              | Місце               | Вага             | 1                | 2                | 3                | Місце            | 1                | 2                | 3                | Місце            | Загалом          | Місце            |
| Олімпійські ігри | Олімпійські ігри    | Олімпійські ігри | Олімпійські ігри | Олімпійські ігри | Олімпійські ігри | Олімпійські ігри | Олімпійські ігри | Олімпійські ігри | Олімпійські ігри | Олімпійські ігри | Олімпійські ігри | Олімпійські ігри |
| ---------------- | ------------------- | ---------------- | ---------------- | ---------------- | ---------------- | ---------------- | ---------------- | ---------------- | ---------------- | ---------------- | ---------------- | ---------------- |
| 2020             | Токіо, Японія       | до 61 кг         | 126              | 131              | 134              | 4                | 156              | 162              | 163              | 3                | 294              | 3                |
| Чемпіонат світу  |                     |                  |                  |                  |                  |                  |                  |                  |                  |                  |                  |                  |
| 2019             | Паттая, Таїланд     | до 55 кг         | 115              | 119              | 120              | 3                | 142              | 146              | 157              | 4                | 266              | 2                |
| Чемпіонат Азії   |                     |                  |                  |                  |                  |                  |                  |                  |                  |                  |                  |                  |
| 2020             | Ташкент, Узбекистан | до 61 кг         | 127              | 127              | 132              | 3                | 152              | 156              | 156              | 5                | 284              | 4                |